# Association du personnel de la Confédération
L'Association du personnel de la Confédération (APC) est un syndicat suisse fondé en 1912.

## Histoire
Le syndicat est fondé en 1912 sous le nom d’Association des fonctionnaires et employés de l’Administration centrale fédérale.

## Membres
L'association du personnel de la Confédération regroupe :
- des employés de la Confédération, de ses instituts et entreprises ;
- des employés de Swisscom et RUAG ;
- des employés d'organisations particulièrement proches de la Confédération ou d'entreprises exerçant une activité à son service ;
- des rentiers ;
- des ex-employés selon le règlement des services, art. 121.

## Sections
L'APC est organisée en sections suivant les circonstances et particularités locales ou organisationnelles :
- DDPS
- EJT
- Département des finances
- AP Forces terrestres
- Zürich
- DFAE
- Intérieur et Chancellerie fédérale
- Lucerne
- Thoune
- Dubendorf
- Swisscom
- Lausanne
- Genève
- Payerne
- St-Gall
- Sécurité aérienne
- Essayeurs-jurés
- Retraités
- Interlaken
- Nyon
- Rhône
- Jura
- Ticino
- Unterwald
- Bière
- AE Swiss-genetics